# 고척로
고척로(高尺路)은 서울특별시 구로구 오류동 신오류주유소 삼거리에서 구로구 고척동 고척2동 파출소 사거리까지 이르는 왕복 4차선 도로로, 총 연장은 2.5km이다.
고척2동 파출소부터 갈산초교삼거리는 목동남로로 제정되었다.

## 역사
- 1984년 11월 7일 : 이 곳의 도로를 고척동길로 제정
- 고척로로 개칭

## 경유지
서울특별시
- 구로구

## 노선
- 신오류주유소 삼거리 - 오류동 동부 골든아파트 - 개봉주유소 사거리 - 세곡초등학교 - 고척근린공원 - 덕의초등학교 - 고척2동 치안센터 사거리

## 연결 도로
시점인 신오류주유소 삼거리에서는 경인로가, 종점인 고척2동 파출소사거리에서는 중앙로와 목동남로가 만난다.

## 같이 보기
- 경인로
- 중앙로
- 목동남로